# Пуэбло-Вьехо (Веракрус)
Пуэбло-Вьехо (исп. Pueblo Viejo) — муниципалитет в Мексике, входит в штат Веракрус. Население 50 329 человек.